# LMP-2017
LMP-2017 — легкий піхотний міномет виробництва Zakłady Mechaniczne Tarnów, калібр 60 мм або 61 мм.

## Історія
Спроектований як зброя безпосередньої підтримки, ним може керувати один солдат (звичайне обслуговування — два солдати). Дальність стрільби від 100 до 1300 метрів, скорострільність 25 пострілів за хвилину без регулювання налаштувань або 10 пострілів за хвилину з корегуванням вогню. Довжина ствола 650 мм. Ствол виготовлений зі сталі, упірна пластина дюралюмінієва, замок з титану та алюмінію, лафет та корпус з полімеру. Міномет важить 6,6 кг.
LMP-2017 має механічний приціл і також, залежно від версії, рідинний або цифровий.
З логістичних міркувань мінометний ствол замінний. Спочатку встановлювався ствол калібру 60 мм, адаптований до існуючих польських боєприпасів Pluton-1. Після його вичерпання будуть використовуватися стволи, адаптовані до стандарту НАТО 61 мм. Крім осколкових гранат О-ЛМ60, масою 2 кг, з одним додатковим метальним зарядом, що досягає дальності 1100 м, міномет використовує гранати О-ЛМ60Н з двома додатковими метальними зарядами, дальністю 1300 м. Також використовуються освітлювальні гранати С-ЛМ60 з дальністю дії 700 м.
Міномет призначений в основному для підрозділів військ територіальної оборони, у грудні 2018 року підписано угоду на поставку 780 одиниць до 2022 року. Він є наступником LM-60K і LRM vz. 99 ANTOS.
Є більш важка версія ЛМП-2017М, з довшим стволом (865 мм), у класичному виконанні з сошкою та опорною пластиною, що є наступником міномета ЛМ-60Д. Дальність його дії — до 3000 м з використанням оптичного прицілу. Крім того, міномет можна використовувати для спецназу, без сошки та з іншим упором, за допомогою цифрового прицілу, вести вогонь на дистанції до 1500 метрів.

## Поставки в Україну
Після російського вторгнення в Україну, польский уряд 24 лютого 2022 року відразу відправив військову допомогу для Збройних сил України. Серед іншого спорядження і зброї, це були також 100 одиниць мінометів LMP-2017 з 1500 мінами для них.